# مرتضى قلي خان
مرتضى بن علي-محمد بن عبد الله الصدر الأصفهاني يعرف عمومًا بـمرتضى قلي خان (1808 - 12 يوليو 1889) (1223 - 15 ذي القعدة 1306) فقيه جعفري وكاتب وشاعر إيراني من أهل القرن التاسع عشر الميلادي/ الثالث عشر الهجري. ولد في أصفهان في عائلة بختيارية معروفة ونشأ بها ودرس الفقه الجعفري في النجف. أنشد بالعربية والفارسية. له عدة مؤلفات بالفارسية والعربية في موضوعات شتى. توفي في طهران ودفن في الري. 

## سيرته
هو مرتضى بن نظام الدولة علي محمد خان بن أمين الدولة عبد الله خان بن الصدر الأعظم محمد حسين خان الأصبهاني. ولد في مدينة أصفهان أو يقال في النجف سنة 1808 م/ 1223 هـ في عائلة بختيارية إثناعشرية معروفة. كان جده صدرًا أعظم عند فتح علي شاه وكانت له مساهمات في بناء المدارس الدينية. تتلمذ مرتضى الأصفهاني على شيوخ عصره في النجف منهم محسن خنفر ومحمد باقر الرشتي. رحل إلى طهران واستدعاه ناصر الدين القاجاري إلى تعليم أولاه فأبى وتصدى للتدريس والبحث والتأليف. كان أديبا شاعرا حسن القريحة جيد النظم له مطارحات في ديوان عبد الباقي العمري.

توفي في 15 ذي القعدة 1306 في طهران ودفن في الري بالجامع الحسني. 

## مؤلفاته
- أشعة قدسي
- تتمة طراز اللغة لعلي خان المدني
- جمرات
- ديوان شعر كبير، بالعربية والفارسية
- المكاتبات والمراسلات مع الأعيان والأدبا
- جواب اعتراضات آخوند زادة